# Firemní veřejné vztahy
Public affairs (česky veřejné záležitosti; též legal & corporate affairs či government relations, zkráceně PA) je rozsáhlým souborem aktivit zahrnujícím identifikování, vyhodnocování, plánování a reagování na příležitosti a rizika vznikající v důsledku politických a správních rozhodnutí, která mají vliv na podnikající subjekty či jiné organizace. 
Public affairs management, čili řízení veřejných záležitostí, je tak součástí každé firmy, která se zajímá v širším kontextu o své podnikatelské prostředí.
Úlohou public affairs (PA) agentur je zastupovat podnikatelský subjekt tak, aby přispěly k obhajobě či prosazení jeho zájmů v legislativním prostředí dané země, respektive v jakémkoliv regulovaném podnikatelském prostředí (např. OECD, Evropská unie, kraj, město). 

## Nástroje public affairs
Public affairs využívá nástroje a postupy, jejichž prostřednictvím lze monitorovat legislativní úpravy, poskytovat odborné konzultace či plánovat informační kampaně.
Obor Public affairs zahrnuje tyto základní aktivity: 
- lobbing (obhajoba a propagace zájmů klienta)
- právní expertízy
- legislativní monitoring
- řízení reputace
- zprostředkování kontaktů se stakeholdery
- organizace jednání a pořádání akcí
- komunikace s institucemi veřejné správy
- strategické plánování
- krizová komunikace
- media relations
- implementace komunikačních strategií
- budování a moderace aliancí a koalic
- podpora veřejným dotacím a zakázkám

## Public affairs a lobbing
Lobbing je jedním z důležitých a nedílných nástrojů public affairs. Užší (anglosaské) pojetí charakterizuje lobbing jako zastupování a prosazování zájmů při schvalování legislativy, širší pojetí zahrnuje i ovlivňování exekutivních rozhodnutí na státní či samosprávní úrovni.
Lobbing je součástí demokratického rozhodovacího procesu. 

## Asociace v oboru Public affairs
V Evropě existuje střešní organizace P.A.C.E. sdružující hlavní národní asociace Public affairs firem a profesionálních konzultantů v mnoha zemích Evropy. Založena byla v roce 2011 a za Českou republiku je členem Asociace Public Affairs Agentur (APAA).
V ČR působí řada PR agentur, které podle svých webových stránek nabízejí také Public Affairs služby, členů APAA je v současnosti sedm,
| Česko                        | APAA                                                                                    |
| EU                           | EPACA, SEAP, P.A.C.E.                                                                   |
| USA                          | AAPC, ALL                                                                               |
| VB                           | APPC                                                                                    |
| Německo                      | DEGEPOL                                                                                 |
| Regulace lobbingu            |                                                                                         |
| Legislativní regulace        | USA, Spojené království, Kanada, Polsko, Maďarsko, Litva, Austrálie, Německo, Tchaj-wan |
| Oborová regulace             | Španělsko, Dánsko, Norsko                                                               |
| Bez regulace                 | Česko, Slovensko                                                                        |
| Public affairs agentury v ČR |                                                                                         |
| Mezinárodní                  | CEC Government Relations, Fleishman-Hillard, Grayling, Weber Shandwick                  |
| Lokální                      | Euroffice Praha-Brusel, Merit Government Relations, PAN Solutions, Becker and Poliakoff |